# آندراش سکی
آندراش سِکِی (مجاری: Székely András؛ ۵ مارس ۱۹۱۰ – ۲۵ ژانویه ۱۹۴۳) شناگر اهل مجارستان بود.
وی در مسابقات کشوری و بین‌المللی در مجموع برندهٔ ۱ مدال طلا، ۱ مدال نقره، ۱ مدال برنز شده‌است.